# Conrad Theodor von Schultzenheim
Conrad Theodor von Schultzenheim, född 17 augusti 1768, död 31 juli 1837 i Lübeck, var en svensk officer och friherre.
Conrad Theodor von Schultzenheim var son till Carl Fredrik von Schulzenheim. han blev fänrik vid Västmanlands regemente 1779, deltog i Gustav III:s ryska krig 1788–1790, blev stabsadjutant hos kungen 1792 och befordrades till major i armén 1793. Han utnämndes till generaladjutant och överstelöjtnant i armén 1802 och blev 1806 premiärmajor vid Finska gardet. Under fälttåget 1808 var von Schultzenheim kommendant i kungens högkvarter på Åland och blev sedan chef för åländska fördelningens generalstab under Georg Carl von Döbeln. Han befordrades till överstelöjtnant vid Palénska regementet i början av 1809 och till överste i armén några veckor senare. Därefter deltog han i expeditionen till Västerbotten som chef för inre ärendenas expedition. 1810 blev von Schultzenheim sekundchef för Andra livgardet och 1813 generalmajor. Som chef för Livbrigaden deltog han i fälttåget i Tyskland och deltog i slagen vid Grossbeeren, Dennewitz och Leipzig. Han upphöjdes 1815 till friherrligt stånd och utnämndes 1825 till generallöjtnant. Från 1825 och fram till sin död var han ordförande i Krigshovrätten och innehade flera tillfälliga uppdrag, bland annat tjänstgjorde han 1829 som generaladjutant i armén.
Von Schultzenheim invaldes som ledamot nummer 193 i Kungliga Musikaliska Akademien den 16 juli 1800. Samma år invaldes han som ledamot i Kungliga Krigsvetenskapsakademien.